# Saison 2013-2014 du Tours Football Club
Maillots
Chronologie
Saison précédente Saison suivante
La saison 2013-2014 du Tours FC voit le club disputer la soixante-quinzième édition du Championnat de France de football de Ligue 2, championnat auquel le club participe pour la vingt-et-unième fois de son histoire  et la quatrième consécutive.
L'équipe est dirigée pour la première saison par Olivier Pantaloni qui occupe le poste d'entraîneur depuis juillet 2013, tandis que le club est présidé par Jean-Marc Ettori depuis 2013. L'objectif déclaré en début de saison est de lutter pour les cinq premières places.

## Avant-saison
L'avant saison du club se joue principalement dans les coulisses de revente du club par son propriétaire Frédéric Sebag. Dès le 17 juin les négociations sont en cours avec les futurs repreneurs corses, emmenés par Jean-Marc Ettori PDG de Corsicatours et l'ancien international français Jean-Luc Ettori qui dirigera le sportif. Les nouveaux propriétaires se retrouvent immédiatement devant la DNCG le 20 juin 2013. La vente du club est officielle le 21 juin 2013, Ettori remplace Sebag, arrivée en 2003 Frédéric Sebag met fin à 10 ans de présidence. L'actuel maire de Tours : Jean Germain est à l'origine de la rencontre avec les propriétaires.
Le 22 juin, l'entraîneur Bernard Blaquart est licencié et est remplacé deux jours plus tard par l'actuel entraîneur du Tours FC Olivier Pantaloni. Le samedi 29 juin, un cadre de l'équipe Pascal Berenguer reste au sein de l'effectif.
Le budget du club pour cette saison s'élève à 11 millions d'euros. Un passage devant la DNCG se profil le 3 juillet 2013, et la décision est catastrophique pour le club qui est rétrogradé en national. Malgré cette décision, le club reste confiant et fait appel de l'avis de la DNCG. Le 15 juillet 2013, c'est officiel le club reste en Ligue 2 à la suite de l'appel de la direction.

### Objectif du club
La direction n'a pas annoncé officiellement d'objectif très concret pour cette année, mais lors d'une interview d'Olivier Pantaloni la montée en Ligue 1 est plus que d'actualité.

### Transferts
| Nom                | Nationalité         | Transfert      | Provenance/Destination | Division    |
| ------------------ | ------------------- | -------------- | ---------------------- | ----------- |
| Arrivées           |                     |                |                        |             |
| Pascal Berenguer   | France              | Fin de contrat | AS Nancy-Lorraine      | Ligue 1     |
| Fousseni Diawara   | Mali                | Fin de contrat | AC Ajaccio             | Ligue 1     |
| Andy Delort        | France              | Fin de contrat | AC Ajaccio             | Ligue 1     |
| Samuel Bouhours    | France              | Fin de contrat | AC Ajaccio             | Ligue 1     |
| Lorry Mengual      | France              | Fin de contrat | OGC Nice B             | CFA 2       |
| Youssef Adnane     | France              | Fin de contrat | Évian TG               | Ligue 1     |
| Youcef Touati      | France              | Fin de contrat | FC Istres              | Ligue 2     |
| Kévin Diaz         | France              | Fin de contrat | OGC Nice               | Ligue 1     |
| Jérôme Guihoata    | Cameroun            | -              | Musango Yaoundé        | ???         |
| Départs            |                     |                |                        |             |
| Erik Pacinda       | Slovaquie           | Fin du prêt    | MFK Kosice             | Corgon Liga |
| Jérémy Blayac      | France              | Fin de contrat | SCO Angers             | Ligue 2     |
| Pascal Berenguer   | France              | Fin du prêt    | AS Nancy-Lorraine      | Ligue 1     |
| Wilfried Moimbé    | France              | Fin de contrat | Stade brestois         | Ligue 2     |
| Stéphane Tritz     | France              | Fin de contrat |                        |             |
| Prince Oniangué    | République du Congo | Fin de contrat | Stade de Reims         | Ligue 1     |
| Thomas Gamiette    | France              | Fin de contrat |                        |             |
| Rémi Biancardini   | France              | Prêt           | USJA Carquefou         | National    |
| Yancoub Meité      | Côte d'Ivoire       | Fin de contrat | AS Cannes              | CFA         |
| Teddy Kayombo      | France              | Fin de contrat |                        |             |
| Jean-Bryan Boukaka | France              | Fin de contrat | Amiens SC              | National    |

| Nom              | Nationalité | Transfert | Provenance/Destination | Division          |
| ---------------- | ----------- | --------- | ---------------------- | ----------------- |
| Arrivées         |             |           |                        |                   |
| Bogdan Milošević | Serbie      | Prêt      | FK Napredak Kruševac   | Super Liga Srbije |
| Départs          |             |           |                        |                   |
| Clément Fabre    | France      | Prêt      | CA Bastia              | Ligue 2           |

### Préparation d'avant-saison
Le Tours FC commence sa saison avec une série de matchs amicaux. Après une préparation sur l'île de Ré, le TFC rencontre l'équipe des Chamois niortais au stade René-Gaillard le 14 juillet 2013, le match se termine sur un score nul et vierge de 0 à 0.
Trois jours plus tard le 17 juillet, un second match amical est programmé contre la Berrichonne de Châteauroux à Loches. La partie se termine sur une victoire tourangelle 1 à 0 sur un but de Kouakou.
Le 20 juillet, un troisième match est programmé contre un autre club de Ligue 2 : l'US Créteil-Lusitanos. Le match se termine avec quelques échauffourées, les deux équipes se quittent avec un match nul de 1-1.
Le dernier match de préparation se déroule à Ballan-Miré le 26 juillet contre Le Mans FC qui vient juste d'être rétrograder de Ligue 2. Le TFC l'emporte facilement 4 à 0.

## Compétitions

### Championnat
La saison 2013-2014 de Ligue 2 est la soixante-quinzième édition du championnat de France de football de seconde division et la douzième sous l'appellation « Ligue 2 ». La division oppose vingt clubs en une série de trente-huit rencontres. Les trois meilleurs de ce championnat sont promus en Ligue 1 et les trois derniers sont relégués en National.
La saison dernière l'AS Monaco a remporté le titre de champion de Ligue 2 2012-2013. Ils sont accompagnés par l'En Avant de Guingamp, qui retrouve la Ligue 1 neuf ans après l'avoir quitté, et par le FC Nantes. Au contraire le club du GFC Ajaccio est relégué en National car il a terminé à la vingtième et dernière place du classement. Les clubs du Mans FC et du CS Sedan au départ relégué en National se voit tous les deux rétrogradés en Division d'honneur pour le premier nommé et en CFA 2 pour le second, l'équivalent du sixième et du cinquième niveau du football français. Les causes de cette rétrogradation sont toutes les deux financières. Ils sont remplacés par l'US Créteil, qui a dominé le championnat en étant premier de la 2e journée à la 6e puis de la 9e jusqu'à la fin du championnat, le FC Metz et par le CA Bastia.

### Classement final
| Rang | Équipe             | Pts | J  | G  | N  | P  | Bp | Bc | Diff |
| ---- | ------------------ | --- | -- | -- | -- | -- | -- | -- | ---- |
| 1    | FC MetzP           | 76  | 38 | 22 | 10 | 6  | 55 | 28 | +27  |
| 2    | RC Lens            | 65  | 38 | 17 | 14 | 7  | 58 | 40 | +18  |
| 3    | SM Caen            | 64  | 38 | 18 | 10 | 10 | 65 | 44 | +21  |
| 4    | AS Nancy-LorraineR | 61  | 38 | 16 | 13 | 9  | 47 | 37 | +10  |
| 5    | Chamois niortais   | 58  | 38 | 15 | 13 | 10 | 51 | 47 | +4   |
| 6    | Dijon FCO          | 57  | 38 | 14 | 15 | 9  | 53 | 42 | +11  |
| 7    | Stade brestois 29R | 56  | 38 | 15 | 12 | 11 | 38 | 32 | +6   |
| 8    | Tours FC           | 55  | 38 | 15 | 10 | 13 | 63 | 56 | +7   |
| 9    | Angers SCO         | 55  | 38 | 14 | 13 | 11 | 46 | 45 | +1   |
| 10   | ES Troyes ACR      | 52  | 38 | 15 | 7  | 16 | 56 | 44 | +12  |
| 11   | US CréteilP        | 50  | 38 | 12 | 14 | 12 | 57 | 58 | -1   |
| 12   | Havre AC           | 48  | 38 | 11 | 15 | 12 | 43 | 43 | 0    |
| 13   | AC Arles-Avignon   | 46  | 38 | 10 | 16 | 12 | 36 | 38 | -2   |
| 14   | Clermont Foot      | 45  | 38 | 10 | 15 | 13 | 31 | 38 | -7   |
| 15   | Nîmes Olympique    | 44  | 38 | 10 | 14 | 14 | 49 | 54 | -5   |
| 16   | AJ Auxerre         | 43  | 38 | 10 | 13 | 15 | 35 | 45 | -10  |
| 17   | Stade lavallois    | 42  | 38 | 10 | 12 | 16 | 44 | 52 | -8   |
| 18   | LB Châteauroux     | 40  | 38 | 10 | 10 | 18 | 43 | 59 | -16  |
| 19   | FC Istres          | 36  | 38 | 9  | 9  | 20 | 48 | 74 | -26  |
| 20   | CA BastiaP         | 24  | 38 | 4  | 12 | 22 | 21 | 63 | -42  |

Promotions et relégations
- Montée en Ligue 1 2014-2015
- Relégation en National 2014-2015

Abréviations
- R : Relégué de Ligue 1 2012-2013
- P : Promu de National 2012-2013

#### Évolution du classement
| Journée   | 01  | 02  | 03 | 04 | 05 | 06 | 07 | 08 | 09 | 10 | 11 | 12 | 13 | 14 | 15 | 16 | 17 | 18 | 19 | 20 | 21 | 22 | 23 | 24 | 25 | 26 | 27 | 28 | 29 | 30 | 31 | 32 | 33 | 34 | 35 | 36 | 37 | 38 |
| --------- | --- | --- | -- | -- | -- | -- | -- | -- | -- | -- | -- | -- | -- | -- | -- | -- | -- | -- | -- | -- | -- | -- | -- | -- | -- | -- | -- | -- | -- | -- | -- | -- | -- | -- | -- | -- | -- | -- |
| Terrain   | E   | D   | E  | D  | E  | D  | E  | D  | E  | D  | E  | D  | E  | E  | D  | E  | D  | E  | D  | E  | D  | E  | D  | E  | D  | E  | D  | E  | D  | E  | D  | D  | E  | D  | E  | D  | E  | D  |
| Résultats | D   | N   | V  | V  | V  | N  | D  | V  | N  | N  | V  | V  | D  | D  | N  | V  | V  | D  | V  | D  | V  | D  | D  | D  | V  | N  | V  | D  | V  | D  | N  | D  | N  | D  | N  | N  | V  | V  |
| Points    | 0   | 1   | 4  | 7  | 10 | 11 | 11 | 14 | 15 | 16 | 19 | 22 | 22 | 22 | 23 | 26 | 29 | 29 | 32 | 32 | 35 | 35 | 35 | 35 | 38 | 39 | 42 | 42 | 45 | 45 | 46 | 46 | 47 | 47 | 48 | 49 | 52 | 55 |
| Place     | 15e | 15e | 8e | 6e | 3e | 3e | 8e | 3e | 4e | 6e | 4e | 2e | 4e | 6e | 6e | 4e | 3e | 5e | 4e | 4e | 4e | 5e | 7e | 8e | 8e | 7e | 7e | 8e | 5e | 5e | 7e | 7e | 7e | 9e | 9e | 9e | 8e | 8e |

Source : Liste des rencontres

Terrain : D = Domicile ; E = Extérieur. Résultat: D = Défaite ; N = Nul ; V = Victoire.

### Coupe de France
| Tour    | Date     | Domicile           | Rés. | Extérieur | Buteur(s) pour le Tours FC | Buteur(s) pour l'adversaire | Rapport |
| ------- | -------- | ------------------ | ---- | --------- | -------------------------- | --------------------------- | ------- |
| 7e tour | 17.11.13 | Les Herbiers (CFA) | 2-0  | Tours FC  | -                          | Papin 21e, Schuster 52e     | Rapport |

- Victoire
- Défaite

### Coupe de la ligue
| Tour          | Date     | Domicile      | Rés.          | Extérieur | Buteur(s) pour le Tours FC                  | Buteur(s) pour l'adversaire   | Rapport |
| ------------- | -------- | ------------- | ------------- | --------- | ------------------------------------------- | ----------------------------- | ------- |
| 1er tour      | 06.08.13 | Tours FC      | 2-2 (4-3 tab) | FC Istres | Ketkeophomphone 33e (pen.), Delort 87e      | Le Goff 31e, Rafael Assis 57e | Rapport |
| 2e tour       | 27.08.13 | Clermont Foot | 0-1           | Tours FC  | Bergougnoux 5e                              | -                             | Rapport |
| 16e de finale | 29.10.13 | Tours FC      | 3-1           | Amiens SC | Adnane 13e, Bergougnoux 68e, Chavalerin 89e | Schwechlen 82e (csc)          | Rapport |
| 8e de finale  | 18.12.13 | ES Troyes AC  | 3-2           | Tours FC  | Bergougnoux 5e, Adnane 45e                  | Court 6e 22e, Nivet 90e       | Rapport |

- Victoire
- Défaite

### Statistiques individuelles
Mis à jour le après le match Tours-Clermont, le 16 mai 2014

### Équipementiers et sponsors
La marque française Duarig est l'équipementier du Tours FC depuis la saison 2002-2003. Elle continue à fournir les maillots au club tourangeau lors de la saison 2013-2014.
Les ciels et noir possèdent plusieurs sponsors maillot cette année, avec en principal sur le devant du maillot l'entreprise du nouveau propriétaire Corsicatours, dessous Saxo Print, puis l'Hôtel Club Marina Viva.
Sur le dos le sponsor Système U est présent sous le numéro du joueur. En dessous du sponsor dos se trouve la phrase La conquête est en nous.
Deux autres hôtels sont présents sur le short du club l'Hôtel Campo dell'Oro et le Roi Théodore.
À noter qu'une tête de Maure est présente sur la partie droite du maillot.
En septembre, le club propose via un sondage sur Facebook auprès des abonnés un choix de 8 nouveaux maillots proposés par Duarig. Le maillot sélectionné est utilisé pour la première fois lors du déplacement à Angers. Ce nouveau maillot est bleu ciel avec un dégradé noir, une tour est situé en bas à droite du maillot. Des changements au niveau des sponsors apparaissent par rapport au premier maillot, Saxo Print est plus haut que Corsicatours et l'Hôtel Club Marina Viva disparaît sur le devant du maillot. À noter qu'une agence immobilière de Porto-Vecchio apparait en haut à droite du maillot : Alta Immobilier. Le nom Ettori est également présent sur la manche gauche, nom du président et du directeur sportif du Tours FC.
Pour l'anecdote la tête de Maure est encore présente, cette fois sur le O de CorsicatOurs.
À noter, le 13 décembre 2013 pour la réception du leader messin deux nouveaux sponsors apparaissent sur le maillot tourangeau, la compagnie aérienne bulgare Balkanian Airlines avec un bandeau présentant le logo de l'entreprise plein centre du maillot. De plus sur la manche gauche une entreprise locale d'électricité C'Renov est maintenant sur le maillot du Tours FC. Reste à savoir si ces nouveaux sponsors seront définitivement ou temporairement présent sur ce maillot.
La compagnie aérienne a même investit un million d'euro au Tours FC afin de recruter pour le mercato de début d'année 2014. Interrogé au mois de janvier, le président Ettori indique que le sponsoring bulgare serait de 50 000 €.
Fin janvier 2014, le club annonce de nouveaux sponsors maillot. Les hôtels présents en début de saison ainsi qu'Alta Immobillier disparaissent. Les marques Corsicatours, Saxo Print et Système U sont toujours présentes. Le nouveau sponsor bulgare Balkanian Airlines est confirmé sur le devant du maillot ainsi que l'entreprise locale C'Renov sur la manche droite. Une nouvelle entreprise fait son entrée à droite du col du maillot le Groupe Fousse Construction (entreprises immobilières orléanaise).
Le 11 février 2014, coup de théâtre le Tours FC met un terme à sa future collaboration avec l'entreprise bulgare.

## Affluence
Affluence du Tours FC à domicile
Le vendredi 6 septembre, le club annonce le nombre de 2200 abonnés. Fin octobre, le nombre d'abonnés monte à 2500.

## Équipe réserve
L'équipe réserve évolue cette saison en CFA2 Groupe G. À noter que l'équipe réserve ne peut monter en CFA que si l'équipe première montre en Ligue 1 ou si le centre de formation passe en catégorie 2A ce qui ne sera pas le cas à nouveau cette saison.

### Classement final
| Rang | Équipe                          | Pts | J  | G  | N  | P  | Bp | Bc | Diff |
| ---- | ------------------------------- | --- | -- | -- | -- | -- | -- | -- | ---- |
| 1    | US Fleury-Mérogis               | 70  | 26 | 12 | 8  | 6  | 40 | 27 | +13  |
| 2    | Tours FC rés. P                 | 69  | 26 | 13 | 4  | 9  | 38 | 27 | +11  |
| 3    | Saint-Pryvé Saint-Hilaire FC    | 68  | 23 | 13 | 3  | 10 | 43 | 29 | +14  |
| 4    | LB Châteauroux rés.             | 68  | 26 | 12 | 8  | 9  | 44 | 34 | +10  |
| 5    | Poiré-sur-Vie VF rés.           | 66  | 26 | 8  | 4  | 7  | 33 | 27 | +6   |
| 6    | Stade olympique choletais       | 64  | 26 | 11 | 5  | 10 | 35 | 34 | +1   |
| 7    | FC Chartres                     | 62  | 26 | 10 | 6  | 10 | 42 | 37 | +5   |
| 8    | Sainte-Geneviève Sports         | 62  | 26 | 8  | 9  | 9  | 27 | 27 | 0    |
| 9    | La Roche VFP                    | 61  | 26 | 9  | 8  | 9  | 35 | 41 | -6   |
| 10   | Stade olympique châtelleraudais | 60  | 26 | 9  | 7  | 10 | 41 | 43 | -2   |
| 11   | Thouars Foot 79                 | 57  | 26 | 8  | 7  | 11 | 27 | 43 | -16  |
| 12   | Angers SCO rés.                 | 56  | 26 | 7  | 9  | 10 | 38 | 39 | -1   |
| 13   | Olympique Saumur FC             | 55  | 26 | 6  | 11 | 9  | 21 | 29 | -8   |
| 14   | Poitiers FC                     | 40  | 26 | 2  | 8  | 16 | 21 | 47 | -26  |

## Équipe U19
L'équipe des moins de 19 ans participe au championnat national dans le groupe C. Cette équipe est dirigée par Gilbert Zoonekynd.

### Classement final du championnat
| Rang | Équipe          | Pts | J  | G  | N | P  | Bp | Bc | Diff |
| ---- | --------------- | --- | -- | -- | - | -- | -- | -- | ---- |
| 1    | Tours U19       | 82  | 24 | 18 | 4 | 2  | 54 | 19 | +35  |
| 2    | Rennes U19      | 76  | 25 | 15 | 6 | 4  | 58 | 31 | +27  |
| 3    | Châteauroux U19 | 73  | 24 | 15 | 4 | 5  | 48 | 24 | +24  |
| 4    | Guingamp U19    | 70  | 25 | 13 | 6 | 6  | 45 | 38 | +7   |
| 5    | Laval U19       | 67  | 25 | 12 | 6 | 7  | 49 | 42 | +7   |
| 6    | Nantes U19      | 66  | 25 | 12 | 5 | 8  | 44 | 35 | +9   |
| 7    | Bordeaux U19    | 64  | 25 | 12 | 3 | 10 | 51 | 39 | +12  |
| 8    | Niort U19       | 57  | 25 | 8  | 8 | 9  | 48 | 40 | +8   |
| 9    | Lorient U19     | 50  | 23 | 6  | 9 | 8  | 27 | 27 | 0    |
| 10   | Angers U19      | 52  | 25 | 7  | 6 | 12 | 29 | 34 | -5   |
| 11   | Brest U19       | 47  | 24 | 5  | 8 | 11 | 26 | 38 | -12  |
| 12   | Colomiers U19   | 39  | 25 | 4  | 2 | 19 | 22 | 60 | -38  |
| 13   | Bayonne U19     | 33  | 25 | 2  | 2 | 21 | 16 | 71 | -55  |
| 14   | Le Mans U19     | 12  | 9  | 0  | 3 | 6  | 5  | 21 | -16  |

### Phase finale du championnat
À la suite de sa place en championnat, le Tours FC se qualifie en phase à finale à Bordeaux en compagnie de Lille, Évian et Toulouse. Les moins de 19 ans deviennent champion de France pour la première fois de son histoire.
| Demi-finale | Tours U19                             | 2 - 2 a.p. | Lille U19                                 | Stade Stéhélin, Bordeaux |  |
| 30 mai 2014 | Chris Bedia 64e · Maxime Do Couto 83e | (0 - 1)    | 2e Romain Jamrozik · 76e Alexis De Araujo |                          |  |
| 30 mai 2014 | Rapport                               |            |                                           |                          |  |
| 30 mai 2014 | Tirs au but 4 - 2                     |            |                                           |                          |  |

| Finale        | Tours U19                                     | 1 - 1 a.p.        | Évian U19                             | Stade Pierre Paul Bernard, Talence |  |
| 1er juin 2014 | Anthony Castera 64e                           | (1 - 0)           | 62e Centonze                          |                                    |  |
| 1er juin 2014 | Rapport                                       |                   |                                       |                                    |  |
| 1er juin 2014 | Alvin Comuce · Ibrahim Cissé · Anthony Briaux | Tirs au but 3 - 1 | Bouraoui · Fillon · Bergoend · Hubbel |                                    |  |

### Coupe Gambardella
L'équipe des moins de 19 ans participe également à la Coupe Gambardella 2013-2014.
| J./Tour | Date     | Domicile      | Rés.          | Extérieur    | Buteur(s) pour le Tours FC U19                      | Buteur(s) pour l'adversaire   | Rapport |
| ------- | -------- | ------------- | ------------- | ------------ | --------------------------------------------------- | ----------------------------- | ------- |
| 64e     | 12.01.14 | US Changé U19 | 2-6           | Tours FC U19 | Briaux 18e, Bedia 21e 45e, Khaoui 30e, Koré 55e 56e | Legendre 70e, Deslauriers 80e | Rapport |
| 32e     | 02.02.14 | Laval FC U19  | 0-0 (3-1 tab) | Tours FC U19 | -                                                   | -                             | Rapport |

## Équipe U17
L'équipe des moins de 17 ans participe au championnat national dans le groupe F. Cette équipe est entraîné par Nourredine El Ouardani.

### Classement final
| Rang | Équipe               | Pts | J  | G  | N | P  | Bp | Bc  | Diff |
| ---- | -------------------- | --- | -- | -- | - | -- | -- | --- | ---- |
| 1    | Angers U17           | 96  | 28 | 21 | 5 | 2  | 78 | 22  | +56  |
| 2    | Guingamp U17         | 91  | 28 | 19 | 6 | 3  | 83 | 24  | +59  |
| 3    | Laval U17            | 85  | 28 | 18 | 3 | 7  | 78 | 45  | +33  |
| 4    | Tours U17            | 84  | 28 | 17 | 5 | 6  | 93 | 37  | +56  |
| 5    | Rennes U17           | 84  | 28 | 17 | 5 | 6  | 66 | 33  | +33  |
| 6    | Lorient U17          | 78  | 28 | 15 | 5 | 8  | 72 | 37  | +35  |
| 7    | Orléans U17          | 73  | 28 | 13 | 6 | 9  | 48 | 41  | +7   |
| 8    | Racing U17           | 72  | 28 | 14 | 2 | 12 | 63 | 49  | +14  |
| 9    | Brest U17            | 67  | 28 | 10 | 9 | 9  | 57 | 40  | +17  |
| 10   | Le Mans U17          | 59  | 28 | 8  | 7 | 13 | 38 | 49  | -11  |
| 11   | Concarneau U17       | 54  | 28 | 7  | 5 | 16 | 39 | 64  | -25  |
| 12   | Sablé-sur-Sarthe U17 | 49  | 28 | 6  | 3 | 19 | 38 | 85  | -47  |
| 13   | Blois U17            | 47  | 28 | 5  | 4 | 19 | 37 | 72  | -35  |
| 14   | Saint-Lô U17         | 42  | 28 | 4  | 2 | 22 | 35 | 111 | -76  |
| 15   | Orvault U17          | 35  | 28 | 2  | 1 | 25 | 20 | 136 | -116 |

## Joueurs appelés en sélection nationale
Seuls trois internationaux A peuvent être sélectionnables dans l'effectif professionnel.
Il s'agit de Fousseni Diawara sa dernière sélection avec le Mali remonte au 9 juin 2013. Puis de Jérôme Guihoata avec le Cameroun qui a connu sa première sélection le 10 août 2013. Et enfin, Mohamed Ali Ghariani sa dernière sélection est ancienne avec la Tunisie puisqu'il n'a pas été appelé depuis août 2009.
En revanche de nombreux jeunes du centre de formation participent à des rencontres avec les différentes sélections françaises de jeunes.
| Nom                 | Équipe     | Matchs amicaux | Matchs amicaux | Matchs amicaux | Matchs amicaux | Matchs amicaux | Total | Total | Total       | Total  | Total        |
| Nom                 | Équipe     | MJ             | MinJ           | But inscrit    | Averti         | Carton rouge   | MJ    | MinJ  | But inscrit | Averti | Carton rouge |
| ------------------- | ---------- | -------------- | -------------- | -------------- | -------------- | -------------- | ----- | ----- | ----------- | ------ | ------------ |
| Charly Dutournier   | France U20 | 2              | 82             | 2              |                |                | 2     | 82    | 2           |        |              |
| Lenda Vumbi         | France U19 | 2              | 180            |                |                |                | 2     | 180   |             |        |              |
| Franck Koré         | France U19 | 2              | 77             |                |                |                | 2     | 77    |             |        |              |
| Baptiste Santamaria | France U19 |                |                |                |                |                |       |       |             |        |              |
| Fousseni Diawara    | Mali       | 3              | 270            |                |                |                | 3     | 270   |             |        |              |